# 普拉克季奇村委员会
普拉克季奇村委员会（俄语：Практичанский сельсовет）是俄罗斯联邦阿穆尔州马扎诺沃区所属的一个村委员会。其下辖有2个居民点，行政中心为普拉克季奇。据2016年统计，该村委员会的人口为466人。